# Championnats de Belgique d'athlétisme en salle 2018
Les Championnats de Belgique d'athlétisme en salle 2018 toutes catégories se sont tenus le samedi 17 février à Gand.

## Résultats courses

### 60 m
| Rang               | athlète              | Prestation |
| ------------------ | -------------------- | ---------- |
| Médaille d'or      | Robin Vanderbemden   | 6 s 72     |
| Médaille d'argent  | Kobe Vleminckx       | 6 s 80     |
| Médaille de bronze | Gaylord Kuba Di-Vita | 6 s 83     |

| Rang               | athlète        | Prestation |
| ------------------ | -------------- | ---------- |
| Médaille d'or      | Manon Depuydt  | 7 s 49     |
| Médaille d'argent  | Orphée Depuydt | 7 s 49     |
| Médaille de bronze | Imke Vervaet   | 7 s 51     |

### 200 m
| Rang               | athlète           | Prestation |
| ------------------ | ----------------- | ---------- |
| Médaille d'or      | Victor Hofmans    | 21 s 46    |
| Médaille d'argent  | Christian Iguacel | 21 s 80    |
| Médaille de bronze | Jaan Bal          | 21 s 80    |

| Rang               | athlète              | Prestation |
| ------------------ | -------------------- | ---------- |
| Médaille d'or      | Naomi Van Den Broeck | 24 s 26    |
| Médaille d'argent  | Noor Vidts           | 24 s 46    |
| Médaille de bronze | Kjenta Schets        | 24 s 79    |

### 400 m
| Rang               | athlète          | Prestation |
| ------------------ | ---------------- | ---------- |
| Médaille d'or      | Jonathan Sacoor  | 46 s 95    |
| Médaille d'argent  | Michaël Rossaert | 47 s 12    |
| Médaille de bronze | Tim Rummens      | 48 s 35    |

| Rang               | athlète         | Prestation |
| ------------------ | --------------- | ---------- |
| Médaille d'or      | Camille Laus    | 54 s 11    |
| Médaille d'argent  | Hanne Claes     | 54 s 34    |
| Médaille de bronze | Cynthia Bolingo | 54 s 47    |

### 800 m
| Rang               | athlète           | Prestation    |
| ------------------ | ----------------- | ------------- |
| Médaille d'or      | Eliott Crestan    | 1 min 49 s 53 |
| Médaille d'argent  | Aurèle Vandeputte | 1 min 51 s 17 |
| Médaille de bronze | Pieter Sisk       | 1 min 52 s 13 |

| Rang               | athlète          | Prestation    |
| ------------------ | ---------------- | ------------- |
| Médaille d'or      | Elea Henrard     | 2 min 9 s 77  |
| Médaille d'argent  | Riet Vanfleteren | 2 min 11 s 02 |
| Médaille de bronze | Camille Muls     | 2 min 11 s 84 |

### 1 500 m
| Rang               | athlète          | Prestation    |
| ------------------ | ---------------- | ------------- |
| Médaille d'or      | Tarik Moukrime   | 3 min 43 s 46 |
| Médaille d'argent  | Oussama Lonneux  | 3 min 50 s 28 |
| Médaille de bronze | Joachim Cardillo | 3 min 52 s 10 |

| Rang               | athlète         | Prestation    |
| ------------------ | --------------- | ------------- |
| Médaille d'or      | Anne Schreurs   | 4 min 32 s 56 |
| Médaille d'argent  | Lotte Hellinckx | 4 min 34 s 41 |
| Médaille de bronze | Hanne Reynaert  | 4 min 37 s 43 |

### 3 000 m
| Rang               | athlète             | Prestation    |
| ------------------ | ------------------- | ------------- |
| Médaille d'or      | Cedric Van de Putte | 8 min 27 s 49 |
| Médaille d'argent  | Jonas Sergooris     | 8 min 28 s 88 |
| Médaille de bronze | Sander Verminck     | 8 min 29 s 81 |

### 5 000 m marche/3 000 m marche
| Rang               | athlète         | Prestation     |
| ------------------ | --------------- | -------------- |
| Médaille d'or      | Dirk Bogaert    | 27 min 28 s 47 |
| Médaille d'argent  | Pierre Vancolen | 27 min 47 s 98 |
| Médaille de bronze | Peter Van Hove  | 28 min 12 s 02 |

| Rang               | athlète           | Prestation     |
| ------------------ | ----------------- | -------------- |
| Médaille d'or      | Annelies Sarrazin | 16 min 12 s 75 |
| Médaille d'argent  | Liesbet De Smet   | 16 min 55 s 10 |
| Médaille de bronze | Perline Fallais   | 18 min 40 s 63 |

## Résultats obstacles

### 60 m haies
| Rang               | athlète          | Prestation |
| ------------------ | ---------------- | ---------- |
| Médaille d'or      | Quentin Ruffacq  | 7 s 87     |
| Médaille d'argent  | Dario De Borger  | 7 s 87     |
| Médaille de bronze | Niels Pittomvils | 8 s 06     |

| Rang               | athlète          | Prestation |
| ------------------ | ---------------- | ---------- |
| Médaille d'or      | Eline Berings    | 8 s 10     |
| Médaille d'argent  | Sarah Missinne   | 8 s 27     |
| Médaille de bronze | Nafissatou Thiam | 8 s 35     |

## Résultats sauts

### Saut en longueur
| Rang               | athlète           | Prestation |
| ------------------ | ----------------- | ---------- |
| Médaille d'or      | Corentin Campener | 7,72 m     |
| Médaille d'argent  | François Grailet  | 7,09 m     |
| Médaille de bronze | Jeroen Gonnissen  | 7,08 m     |

| Rang               | athlète          | Prestation |
| ------------------ | ---------------- | ---------- |
| Médaille d'or      | Hanne Maudens    | 6,45 m     |
| Médaille d'argent  | Nafissatou Thiam | 6,28 m     |
| Médaille de bronze | Bo Nijs          | 5,90 m     |

### Triple saut
| Rang               | athlète           | Prestation |
| ------------------ | ----------------- | ---------- |
| Médaille d'or      | Léopold Kapata    | 15,37 m    |
| Médaille d'argent  | Nicolas Thomas    | 14,69 m    |
| Médaille de bronze | Yves Pausenberger | 14,39 m    |

| Rang               | athlète          | Prestation |
| ------------------ | ---------------- | ---------- |
| Médaille d'or      | Saliyya Guisse   | 12,58 m    |
| Médaille d'argent  | Sietske Lenchant | 12,58 m    |
| Médaille de bronze | Elsa Loureiro    | 12,53 m    |

### Saut en hauteur
| Rang               | athlète       | Prestation |
| ------------------ | ------------- | ---------- |
| Médaille d'or      | Thomas Carmoy | 2,19 m     |
| Médaille d'argent  | Bram Ghuys    | 2,17 m     |
| Médaille de bronze | Lars Van Looy | 2,07 m     |

| Rang               | athlète           | Prestation |
| ------------------ | ----------------- | ---------- |
| Médaille d'or      | Hanne Van Hessche | 1,85 m     |
| Médaille d'argent  | Noor Vidts        | 1,74 m     |
| Médaille de bronze | Zita Goossens     | 1,68 m     |

### Saut à la perche
| Rang               | athlète                 | Prestation |
| ------------------ | ----------------------- | ---------- |
| Médaille d'or      | Arnaud Art              | 5,50 m     |
| Médaille d'argent  | Ben Broeders            | 5,30 m     |
| Médaille de bronze | Thomas Van der Plaetsen | 5,20 m     |

| Rang               | athlète         | Prestation |
| ------------------ | --------------- | ---------- |
| Médaille d'or      | Fanny Smets     | 4,10 m     |
| Médaille d'argent  | Elien Vekemans  | 4,05 m     |
| Médaille de bronze | Melanie Vissers | 3,85 m     |

## Résultats lancers

### Lancer du poids
| Rang               | athlète          | Prestation |
| ------------------ | ---------------- | ---------- |
| Médaille d'or      | Philip Milanov   | 17,67 m    |
| Médaille d'argent  | Ilya Defrère     | 16,40 m    |
| Médaille de bronze | Stijn Spilliaert | 16,38 m    |

| Rang               | athlète          | Prestation |
| ------------------ | ---------------- | ---------- |
| Médaille d'or      | Yoika De Pauw    | 13,71 m    |
| Médaille d'argent  | Sietske Lenchant | 13,29 m    |
| Médaille de bronze | Elena Defrère    | 12,80 m    |

## Sources
- Résultats sur le site de la Ligue belge francophone d'athlétisme